# 道場南口駅
道場南口駅（どうじょうみなみぐちえき）は、兵庫県神戸市北区道場町日下部にある、神戸電鉄三田線の駅。駅番号はKB25。標高169 m。

## 歴史
- 1928年（昭和3年）12月18日：神戸有馬電気鉄道の三田線開通と同時に開業[1]。
- 1947年（昭和22年）1月9日：三木電気鉄道との合併により、神有三木電気鉄道（現在の神戸電鉄）の駅となる。
- 2007年（平成19年）3月27日：駅舎改築[1]。

## 駅構造
島式1面2線のホームを持つ行違い可能な地平駅。留置線、作業用のホーム1面がある。駅舎は下り線側三田寄りにあり、駅舎とホームは構内踏切で連絡している。駅舎は2007年に改築された南欧風のものであり、多機能トイレ（車椅子及びオストメイト対応）が併設されている。
沿線光ネットワークに接続された駅務遠隔システムが導入されており、センター駅から自動券売機、自動改札機・自動精算機・TVカメラ・インターホン・シャッターが遠隔操作される。そのため駅員巡回駅となっており、構内売店もない。

### のりば
| ホーム | 路線   | 方向 | 行先       |
| ------ | ------ | ---- | ---------- |
| 1      | 三田線 | 下り | 三田方面   |
| 2      | 三田線 | 上り | 新開地方面 |
| 2      | 三田線 | 下り | 三田方面   |

付記事項
- 2番線を上下本線とした一線スルーとなっており、行き違いがない場合は上下列車とも2番線を通るが、現在は大半の列車が当駅で行き違いを行うダイヤになっているため、実質的に方向別でホームが分かれている。なお、2線とも上下線の発車に対応しているが、1番線は三田方面からの入線に対応していない。
- 2番線の横にはホームなしの行き止まり線がある。この行き止まり線は以前は夜間作業の資材やバラストの積み込みで使用されていた。現在では夜間作業の資材は道場車庫から積み込んでおり、イベントにおいて車両展示で使用されるほか、ダイヤ乱れの場合の車両留置に使用されている。

## ダイヤ
上下とも、毎時4本が発着する。三田方面は終点までの各駅に停車する。

## 利用状況
1日あたりの乗車人員 1,482人（2022年度）
近年の1日平均乗車人員は下表のとおりである。
| 年度               | 1日平均 乗車人員 |
| ------------------ | ---------------- |
| 2008年（平成20年） | 1,225            |
| 2009年（平成21年） | 1,255            |
| 2010年（平成22年） | 1,337            |
| 2011年（平成23年） | 1,385            |
| 2012年（平成24年） | 1,430            |
| 2013年（平成25年） | 1,488            |
| 2014年（平成26年） | 1,507            |
| 2015年（平成27年） | 1,557            |
| 2016年（平成28年） | 1,564            |
| 2017年（平成29年） | 1,600            |
| 2018年（平成30年） | 1,608            |
| 2019年（令和元年） | 1,628            |
| 2020年（令和02年） | 1,356            |
| 2021年（令和03年） | 1,407            |
| 2022年（令和04年） | 1,482            |

## 駅周辺
駅前に住宅は少ないが、少し離れたところに住宅地がある。当駅の二郎寄りには5線で24両を収容できる留置線がある。
2007年から2017年の10年で周辺の道場八多地区（道場町日下部＋八多町中）の人口が約1.5倍と大幅に増加しており、それに伴って駅利用客数は1.71倍と増加傾向である。
- タクシー乗り場
- 有馬街道
- 兵庫県道38号三木三田線
- 神戸リサーチパーク鹿の子台
- グリーンガーデンモール北神戸
  - 関西スーパー八多店
  - ダイソーグリーンガーデンモール北神戸
- ロイヤルホームセンター北神戸店
- 北神戸ぽかぽか温泉
- ホームセンターナフコ鹿の子台店
- ケーズデンキ鹿の子台店
- マックスバリュ鹿の子台店
- 神戸市立鹿の子台小学校
- 神戸市立北神戸中学校

## バス路線
| 停留所名   | 運行事業者 | 路線名・系統・行先                                                                            |
| ---------- | ---------- | --------------------------------------------------------------------------------------------- |
| 道場南口駅 | 神姫バス   | - 015系統：三田駅 / 神戸北農協前・淡河・三木営業所 - 115系統：三田駅 / 北播磨総合医療センター |

## 隣の駅
神戸電鉄
■三田線
■特快速（新開地行のみ運転）・■急行・■準急・■普通
二郎駅 (KB24) - 道場南口駅 (KB25) - 神鉄道場駅 (KB26)